# Romualdo Bonfadini

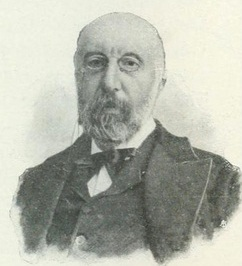
Romualdo Bonfadini

Romualdo Bonfadini (* 16. September 1831 in Albosaggia; † 14. Oktober 1899 in Sondrio) war ein italienischer Journalist und Politiker.

## Leben
Romualdo Bonfadini wurde als eheliches Kind des Giovanni Bonfadini und der Marianna Bonfadini (geborene: Carbonera) geboren. Er studierte an der Universität von Pavia Rechtswissenschaft.
Nach einer kurzen Karriere als Rechtsanwalt arbeitete Bonfadini als Journalist in verschiedenen Zeitungen, darunter Il Crepuscolo, Corriere della Sera (1885–1899), Nuova antologia und La Perseveranza (1860–1866). Er leitete als Direktor einige Zeit die von Carlo Cattaneo gegründete Il Politecnico (1866). Er war auch Präsident des Verbandes der italienischen Zeitschriftenverlage (Associazione della stampa periodica italiana) und Buchautor.
Er nahm an der Märzrevolution 1848 (Fünf Tage von Mailand) teil und am dritten Unabhängigkeitskrieg bei der Verteidigung des Stilfser Jochs. 1855 traf er in Paris Daniele Manin, der ihn von einer gemäßigten nationalen Idee der Einheit Italiens überzeugte, die Bonfadini dann auch in Zeitschriftenartikeln vertrat.
Er war seit 16. Juni 1867 Mitglied des italienischen Parlaments für vier Legislaturperioden (X, XI, XII, XVI) und hatte mehrere leitende politische Positionen inne (Beispiele):
- Assessore comunale di Sondrio (in den 1850er Jahren)
- Presidente del Consiglio provinciale di Sondrio (1884–1899)
- Consigliere provinciale di Sondrio (1878)
- Membro della Deputazione provinciale di Sondrio Cariche
- Presidente della Società agraria della Valtellina
- Segretario generale del Ministero della pubblica istruzione (1. Dezember 1873 bis 14. Oktober 1874)
- Membro della Giunta per l’inchiesta sulle condizioni della Sicilia (4. November 1875 bis 22. Februar 1876)
- Presidente della succursale di Sondrio della Banca nazionale italiana
- Presidente del Comizio agrario di Sondrio Membro della Commissione annuale di vigilanza della Cassa dei depositi e prestiti

Nachdem er ein langjähriger Abgeordnete im italienischen Parlament und engagierter Politiker war, wurde er am 25. Oktober 1896 zum Senator ernannt. Er starb im Alter von 68 Jahren an einer Herzerkrankung. In Mailand wurde die Via Bonfadini nach Romualdo Bonfadini benannt.
Bonfadini war ein Gegner der Mafia und hat dies auch in einem Bericht der parlamentarischen Untersuchungskommission über die Bedingungen in Sizilien von 1875 deutlich zum Ausdruck gebracht:

“La Mafia non è una precisa società segreta, ma lo sviluppo e il perfezionamento della prepotenza, diretta ad ogni scopo di male; è la solidarietà istintiva, brutale, interessata, che unisce a danno dello Stato, delle leggi e degli organismi regolari, tutti quelli individui e quelli stati sociali, che amano trarre l’esistenza e gli agi, non già dal lavoro, ma dalla violenza, dall’inganno e dalla intimidazione.”

Zusammen mit Luigi Torelli, Enrico Guicciardi und Giovanni Visconti-Venosta war er 1871/73 an der Gründung der Sektion des Club Alpino Italiano (CAI) im Veltlin beteiligt.

## Auszeichnungen
- Cavaliere dell’Ordine dei SS. Maurizio e Lazzaro, 5. Juni 1892;
- Ufficiale dell’Ordine dei S.S. Maurizio e Lazzaro – nastrino per uniforme ordinaria;
- Ufficiale dell’Ordine dei S.S. Maurizio e Lazzaro, 27. Juni 1897;
- Cavaliere dell’Ordine della Corona d’Italia – nastrino per uniforme ordinaria.[2]

## Werke
Von Romualdo Bonfadini sind erschienen (Auswahl):
- Alcuni cenni sulle condizioni e sui bisogni dell’agricoltura in Valtellina. Antonio Valentini, Mailand 1857
- Relazione alla deputazione provinciale di Milano, sull'operato dei delegati dalla medesima a propugnare presso la commissione commerciale governativa, il passaggio ferroviario delle Alpi, coi rapporti e documenti relativi. della Perseveranza, Mailand 1866
- Alessandro Manzoni conferenza tenuta nel teatro della Societé in Lecco il giorno 8 marzo 1885, in occasione del primo centenario. Grassi, Lecco 1885
- Mailandnei suoi momenti storici. Treves editori, Mailand 1883–1885
- Mezzo secolo di patriotismo: saggi storici (1886) . Mailand 1886;
- Vita di Francesco Arese con documenti inediti. L. Roux, Torino-Roma 1894.
- La vita italiana nel Settecento conferenze tenute a Firenze nel 1895. Treves editori, Mailand 1896.
- Da Aquisgrana a Campoformio (1748–1797): conferenza. In: La vita italiana nel Settecento. Treves editori, Mailand 1896
- La politica degli Stati italiani dal 1831 al 1896. Florenz 1899.